# Zema Abbey
Zema Abbey (Fulwood, 17 aprile 1977) è un allenatore di calcio ed ex calciatore inglese, di ruolo attaccante.

## Carriera

### Giocatore
Dopo aver giocato a livello semiprofessionistico con Baldock Town ed Hitchin Town, nel febbraio del 2000 passa al Cambridge Utd, con cui all'età di 23 anni esordisce tra i professionisti totalizzando 22 presenze e 5 reti in terza divisione; il 15 dicembre 2000 passa per 350000 sterline al Norwich City, club di seconda divisione: gioca la sua prima partita nel nuovo club già il successivo 16 dicembre, nella sconfitta per 2-0 sul campo del Grimsby Town. Nella stagione 2001-2002 dopo aver totalizzato 6 presenze ed una rete subisce un grave infortunio ad un ginocchio, che gli fa perdere la quasi totalità della stagione; l'anno seguente gioca invece con maggior frequenza, guadagnandosi anche spesso il posto tra i titolari: totalizza infatti 5 reti in 30 partite di campionato.
Continua a giocare regolarmente anche all'inizio della stagione 2003-2004, disputando tutte le prime 3 partite di campionato, nell'ultima delle quali si infortuna all'altro ginocchio, perdendo nuovamente l'intera stagione, che la sua squadra conclude con la vittoria del campionato. A fine stagione, dopo complessive 59 presenze e 7 reti nella seconda divisione inglese, l'allenatore dei Canaries Nigel Worthington, scettico sulle sue condizioni fisiche, dopo aver inizialmente deciso di non rinnovargli il contratto in scadenza gli offre un contratto di 3 mesi (da trascorrere interamente in prestito) come provino per valutare la firma di un eventuale successivo contratto a lungo termine: il club a cui Abbey viene ceduto è il Boston Utd, club di quarta divisione, dove però l'attaccante, anche a causa di qualche problema fisico, gioca solamente 5 partite, in cui segna una rete. Successivamente nel novembre del 2004 firma un contratto di un mese con il Wycombe, con cui gioca 5 partite in terza divisione. Firma poi un ulteriore contratto a breve termine (fino a fine gennaio del 2005) con il Bradford City, con cui totalizza 6 presenze ed una rete sempre nel medesimo campionato. Trascorre infine gli ultimi mesi della stagione 2004-2005 in un terzo club di League One, il Torquay Utd, con cui realizza un ulteriore rete in 6 presenze, per un totale stagionale di 22 presenze e 3 reti fra tutti i club (di cui 17 presenze e 2 reti in League One). A fine stagione si trasferisce ai semiprofessionisti del Forest Green, con cui nella stagione 2005-2006 totalizza 26 presenze e 2 reti in Football Conference (quinta divisione e più alto livello calcistico inglese al di fuori della Football League). L'anno seguente trascorre invece alcuni mesi (fino al novembre del 2006) al Kettering Town in Conference North (sesta divisione), per poi concludere definitivamente la carriera da giocatore nel 2013 dopo aver giocato con vari altri club nelle serie minori.

### Allenatore
Inizia ad allenare nel 2009 come vice dell'Arlesey Town, club di cui è anche giocatore; nel 2011 diventa poi allenatore del club. Nella stagione 2013-2014 allena i semiprofessionisti del St Neots Town, club di Southern Football League (settima divisione), mentre dal 2015 al 2018 allena nuovamente l'Arlesey Town.

## Palmarès

### Giocatore

#### Competizioni nazionali
- Campionato inglese di seconda divisione: 1

Norwich City: 2003-2004

### Allenatore

#### Competizioni nazionali
- Southern Football League Cup: 1

St Neots Town: 2013-2014

#### Competizioni regionali
- Huntingdonshire Senior Cup: 1

St Neots Town: 2013-2014